# Arteria iliaca communis
Die Arteria iliaca communis („gemeinsame Darmbeinarterie“) ist beim Menschen der beidseitig abgehende Hauptast der Endaufzweigung der Aorta in Höhe des vierten Lendenwirbels. Der Gefäßstamm teilt sich schon nach sehr kurzer Verlaufsstrecke weiter in eine Arteria iliaca externa (äußere Beckenarterie) und eine Arteria iliaca interna (innere Beckenarterie).
An der Arteria iliaca communis liegen die Nodi lymphoidei iliaci communes.
Bei Hunden, Katzen, Wiederkäuern und Pferden ist keine Arteria iliaca communis ausgebildet, hier entspringen Arteria iliaca externa und interna separat aus der Aorta.